# Myxoproteus caudatus
Myxoproteus caudatus is een microscopische parasiet uit de familie Sinuolineidae. Myxoproteus caudatus werd in 1953 beschreven door Shulman. 